# 弗拉季斯拉夫·库兹涅佐夫
弗拉季斯拉夫·加里耶维奇·库兹涅佐夫（羅馬化：Vladislav Garievich Kuznetsov；1969年3月18日—），出生于苏联莫斯科，俄罗斯政治人物，曾任库尔干州副州长、卢甘斯克人民共和国第一副总理、楚科奇自治区州长等职。

## 生平
1969年，弗拉季斯拉夫·库兹涅佐夫出生于莫斯科，早年毕业于谢尔戈·奥尔忠尼启则莫斯科管理学院（今国立管理大学）。1992年参加工作，先前在企业内任职。2019年，库兹涅佐夫担任库尔干州副州长，他也是迄今唯一担任过此职务的人，辞职后修读于俄罗斯联邦总统国民经济与国家行政学院，2022年6月被任命为俄罗斯控制下的卢甘斯克人民共和国第一副总理。2023年罗曼·科平辞去楚科奇自治区州长一职后，俄罗斯总统普京将库兹涅佐夫任命为代理州长，他在当年9月的州长选举中赢得多数票，正式当选州长。